# SDM (企業)
株式会社SDM(エスディーエム)は、東京都渋谷区に本社を置く、スターダストプロモーションの関連企業である。

## 概要
スターダストプロモーションのグループ会社であり、2005年に設立。2022年現在、スターダストプロモーションの会長である、細野義朗が代表を務める。
医師・管理栄養士・理学療法士・料理研究家・美容家など多数の専門家タレント・有識者が所属。併設するS　ART　GALLERYでは、美術シーンで活躍するアーティストのマネージメントを手掛けている。また、コマーシャルのキャスティング業務も行っている。

## 所属専門家タレント
出典
- 石井さとこ（歯科医師/口もと美容スペシャリスト）
- 古堅純子（幸せ住空間セラピスト/家事効率化支援アドバイザー）
- 麻生怜菜（和ごはん研究家）
- 垣内綾子（目元プロデューサー）
- 川上愛子（肌育成スペシャリスト/美容広告コンサルタント）
- 松永武（お風呂のソムリエ）
- 土屋佳奈（皮膚科専門医）
- 琉球風水志シウマ
- 琉球鑑定士ミウマ